# Mmaku
Mmaku est une ville du Nigeria, située dans la zone de gouvernement local d'Awgu, dans l'État d'Enugu.
Le boxeur Anthony Andeh y est né en 1944.